# Protisredstvo
Protisrédstvo, protistrúp ali antidót je sredstvo, ki nevtralizira ali zmanjša oziroma odpravi učinke strupa ali kake druge škodljive snovi.

## Mehanizem delovanja
Glede na mehanizem delovanja jih lahko razdelimo na:
- fizikalna protisredstva – delujejo kot adsorbent in pospešijo odstranitev neabsorbiranih škodljivih snovi iz prebavil (npr. aktivno oglje)
- fiziološka protisredstva 
  - z antagonističnim delovanjem zavirajo učinek škodljive snovi (npr. atropin pri zastrupitvi z zaviralci acetilholin esteraze)
  - pospešijo razstrupljanje strupa (acetilcistein pri zastrupitvi s paracetamolom)
  - zavirajo biotransformacijo strupa v toksične presnovke (npr. etanol zavre presnovo metanola in etilenglikola v toksične presnovke)
  - kompetitivno inhibirajo strupe (npr. kisik pri zastrupitvi z ogljikovim monoksidom, nalokson pri zastrupitvi z opioidi, flumazenil pri zastrupitvi z benzodiazepini)
  - zmanjšajo toksične stranske učinke strupov (kisik pri zastrupitvi s cianidi)
- kemična protisredstva – tvorijo s strupom inertno obliko spojine oziroma komplekse strup-protisredtvo, ki se nepresnovljeni izločajo iz organizma (npr. kelatorji težkih kovin: dimerkaprol, dinatrij-kalcijev EDTA ali deferoksamin)